# Valdir Benedito
Valdir Benedito (sinh ngày 25 tháng 10 năm 1965) là một cầu thủ bóng đá người Brasil.

## Đội tuyển bóng đá quốc gia Brasil
Valdir Benedito thi đấu cho đội tuyển bóng đá quốc gia Brasil từ năm 1991.

## Thống kê sự nghiệp
| Đội tuyển bóng đá Brasil | Đội tuyển bóng đá Brasil | Đội tuyển bóng đá Brasil |
| Năm                      | Trận                     | Bàn                      |
| ------------------------ | ------------------------ | ------------------------ |
| 1991                     | 3                        | 0                        |
| Tổng cộng                | 3                        | 0                        |